# Баллинамаллард Юнайтед
«Баллинамаллард Юнайтед» (англ. Ballinamallard United FC) — североирландский футбольный клуб из города Баллинамаллард, основанный в 1975 году. В 2006 году клуб попал в Первый дивизион Северной Ирландии, заняв 2 место во Втором дивизионе сезона 2005—2006. Но уже на следующий сезон не смог удержаться в нём и, заняв 11 место, вылетел обратно во Второй дивизион. 
На эмблеме клуба изображён летящий селезень-кряква; «Кряквы» (англ. The Mallards) — это прозвище команды.

## Достижения
- Второй дивизион
  - Победитель: 2002/03
- Межрегиональный кубок
  - Обладатель: 1994/95
- Кубок Мульрена
  - Обладатель: 1989/90
- Молодёжный кубок Ирландии
  - Обладатель: 2002, 2006